# Ida Rubinstein

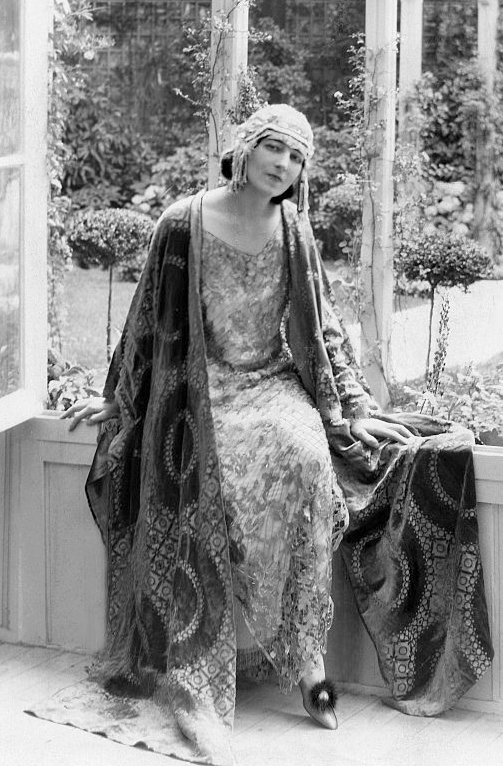
Ida Rubinstein. Foto 1922.

Ida Lvovna Rubinstein (Rubinsjtejn), född 5 oktober 1885 i Charkov, Kejsardömet Ryssland (nuvarande Ukraina), död 20 september 1960 i Vence, Frankrike, var en rysk ballerina och mecenat.

## Biografi
Rubinstein var utbildad av Michel Fokine och hon uppträdde 1909–1910 med Sergej Djagilevs Ballets Russes i Paris, där hon var ledande dansare i Cléopâtre och Scheherazade. Hon valde därefter en mera självständig karriär och fick Gabriele d'Annunzio att författa mysteriespelet Le Martyre de Saint Sebastien, som tonsattes av Claude Debussy. Ledande koreografer kom nu att arbeta för henner och hon kom därvid att i viss mån konkurrera med Djagilev.
Andra viktiga kompositioner som skrevs för Rubinstein var Boléro av Maurice Ravel, Le baiser de la fée av Igor Stravinskij i samarbete med André Gide och Arthur Honeggers Sémiramis. Hon var även initiativtagare till verket Jeanne au bûcjer av Paul Claudel och Honegger.